# 湯川勇人
湯川 勇人（ゆかわ はやと、1988年 - ）は、日本の政治学者。広島大学大学院人間社会科学研究科准教授。

## 経歴
2011年に甲南大学法学部を卒業後、2013年に神戸大学大学院法学研究科博士前期課程修了、2017年に神戸大学大学院法学研究科博士後期課程修了。サントリー文化財団鳥井フェロー、ひょうご震災記念21世紀研究機構研究戦略センター研究調査部主任研究員を経て現職。広島を拠点に、関西学院大学など日本各地で教鞭をとる。
2017年3月25日 博士（政治学）（神戸大学）の学位を取得。
2017年にアジア太平洋研究賞（佳作）、2019年に戦略研究学会第4回研究奨励賞、2023年には初の単著となる『外務省と日本外交の1930年代』で第39回大平正芳記念賞を受賞。

## 著作
『外務省と日本外交の1930年代――東アジア新秩序構想の模索と挫折』（千倉書房）